# 돔산
돔산(Dom)은 스위스 발레주의 란다와 자스-페 사이에 위치한 페나인 알프스의 산이다. 높이는 4,545m로 알프스에서 7번째로 높은 정상이다. 그 웅장함에 따라 알프스에서 세 번째로 높은 산, 스위스에서 몬테로사에 이어 두 번째로 높은 산으로 간주될 수 있다. 돔은 주봉이다. 미샤벨 그룹(독일어: Mischabelhörner)은 스위스 전체에 걸쳐 있는 가장 높은 대산괴이다.
돔은 모든 고산 4000m 봉우리 중 수직 높이 이득이 가장 큰 등정의 ‘정상 루트’로 주목할 만하며, 그 루트의 3,100m 높이 중 어느 것도 기계적 수단을 사용하여 달성할 수 없다.:114
돔은 ‘돔’의 독일어 동족이지만 ‘성당’을 의미하기도 하며, 산 이름은 처음으로 주변을 조사한 시텐 대성당의 카논 베르히톨트의 이름을 따서 명명되었다.
이전 이름 미샤벨(Mischabel)은 대산괴의 가장 높은 봉우리가 서로 가까이 서 있기 때문에 ‘갈퀴’에 대한 고대 독일어 사투리에서 유래했다.

## 지리
돔은 남쪽의 슈바르츠베르크호른에서 알프스의 주요 산맥(알파인 분수령)과의 교차점에서 북쪽의 디스텔호른까지 이어지는 산맥의 정점이며, 슈탈든 마을 위로 끝난다. 체인은 전적으로 피스프 지역에 있다.

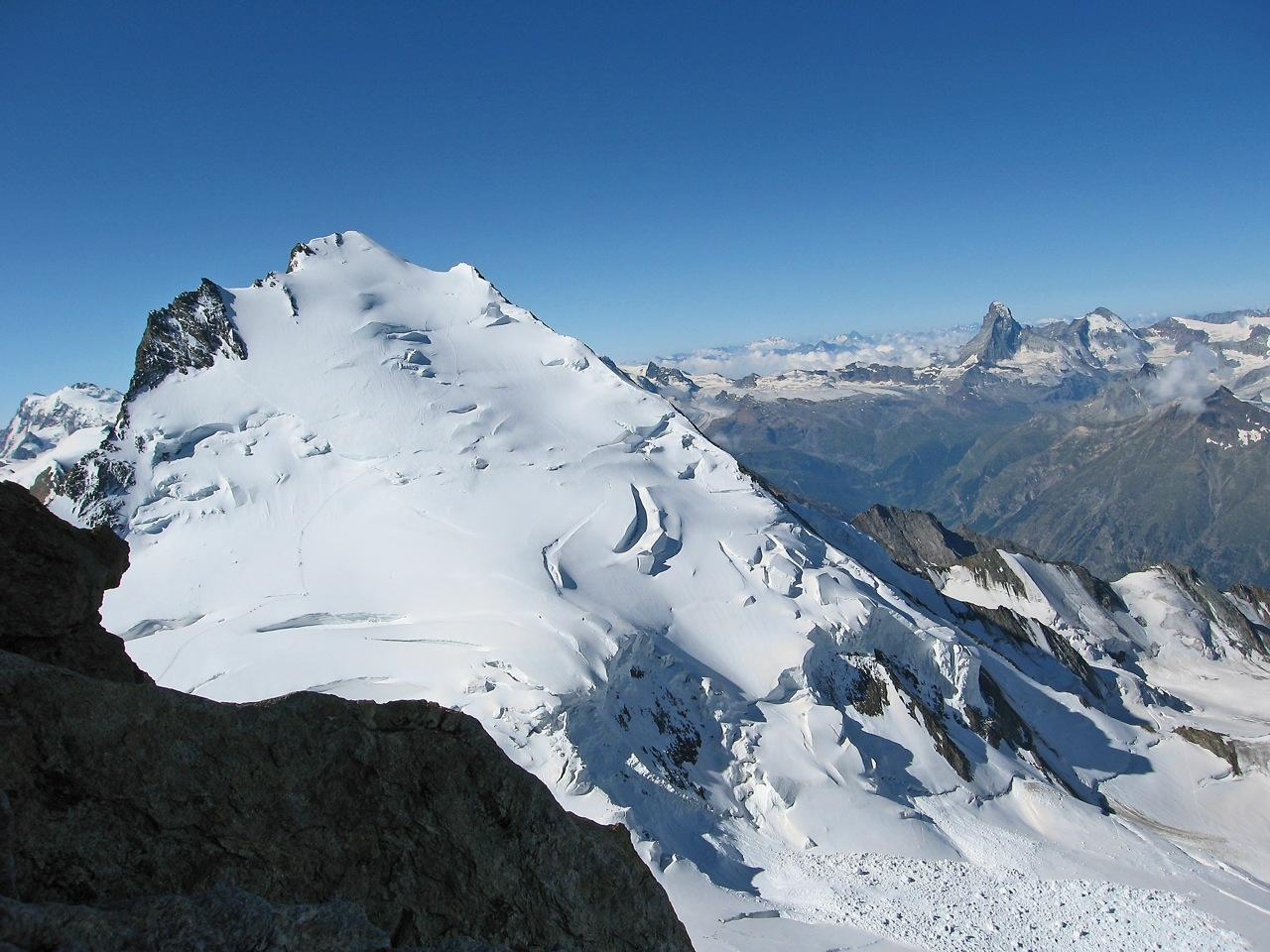
나델그라트에서 본 돔

산맥에 의해 분리된 두 계곡은 서쪽의 마터탈과 동쪽의 자스탈이다. 란다와 자스-페 마을은 정상에서 (각각 서쪽과 동쪽으로) 6km 떨어져 있다. 정상과 계곡 바닥 사이의 표고차는 서쪽(란다)에서 3,150미터, 동쪽(자스-그룬트)에서 3,000미터이다. 마터탈 측에서 돔은 거의 동등하게 높은 바이스호른을 향하고 있고 자스탈 측에서는 바이스미스를 향하고 있다. 돔은 자스탈의 가장 높은 지점이자 몬테로사 다음으로 마터탈의 두 번째로 높은 산이다.
돔은 주요 산맥에 있지 않기 때문에 대산괴의 서쪽과 동쪽을 흐르는 강은 마터피스파와 자서피스파를 통해 같은 주요 강인 론강으로 이어진다. 돔은 이러한 특성을 지닌 알프스에서 가장 높은 산이다.
미샤벨 그룹에는 4,000미터 이상의 많은 보조 정상이 있다. 북쪽에는 렌츠슈피츠, 나델호른, 슈테크나델호른, 호베르크호른 및 뒤렌호른으로 구성된 나델그라트가 있다. 나델그라트는 북쪽에서 쉽게 볼 수 있으며, 대산괴에 독특한 갈퀴 모양을 부여한다. 대산괴의 두 번째로 높은 봉우리인 남쪽의 테시호른은 4,491m에서 정점을 이루며, 그 남쪽은 특징적으로 평평한 알프후벨의 정상이다. 총 4,000m 이상의 8개의 봉우리가 미샤벨 대산괴를 구성한다. 대산괴의 다른 중요한 봉우리로는 울리히스호른과 발프린이 있다. 돔은 서쪽 어깨(4,479m)와 동쪽 어깨(4,468m)를 가지고 있다.
일반적으로 3,000미터 이상의 지역은 빙하로 덮여 있으며, 가장 큰 두 곳은 나델그라트 기슭에 위치한 리트 빙하와 동쪽 면 아래 돔 자체 기슭에 있는 페 빙하이다.

## 지질
대산괴는 거의 전적으로 지비츠-미샤벨 나페의 편마암으로 구성되어 있다. 후자는 브리안소네 소대륙의 일부이며, 페나인 나페에 있다.

## 등반사

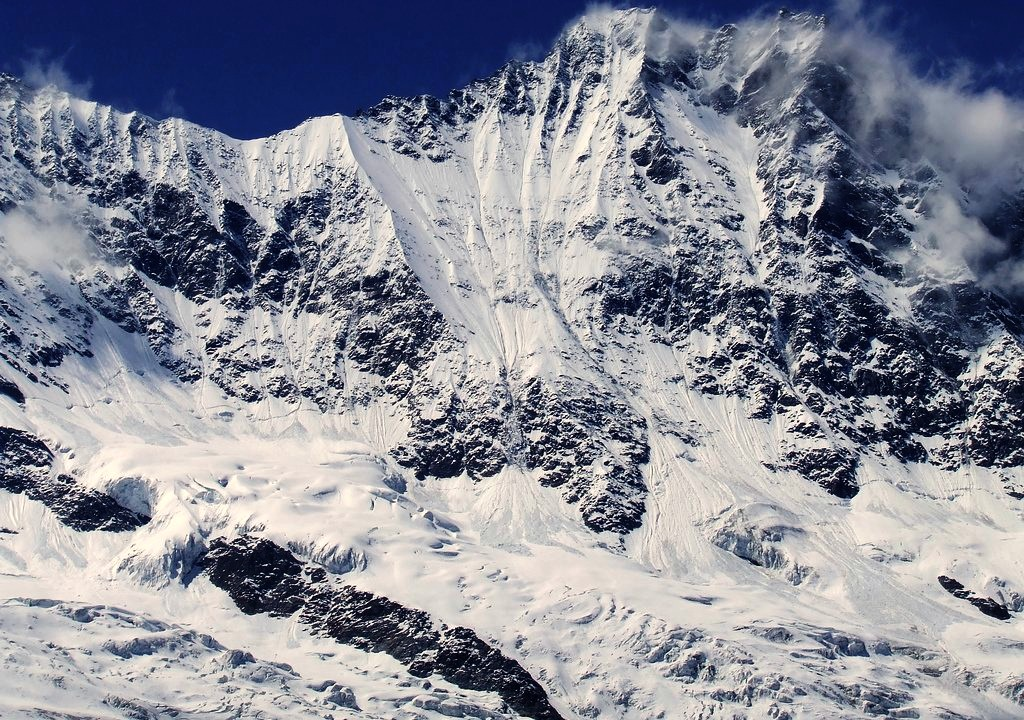
페 빙하 동벽

돔의 첫 번째 등반은 1858년 9월 11일에 이루어졌다. 요한 로벨린 다비즈가 가이드 요한 춤타우크발트, 요한 크뢰니크 및 히에로니무스 브랜첸과 함께 페스티그라트(북서쪽 능선)을 통해 도달했다. 다비즈는 봉우리, 고개, 및 빙하에서 자신의 등정에 대한 설명을 발표했다.
서쪽 능선(페스티킨뤼케 위)의 첫 번째 등반은 1879년에 두 당사자에 의해 이루어졌다. 하나는 EP 잭슨 부인과 그녀의 가이드 알루아 폴링거, 페터 요제프 트루퍼 및 요제프 비너로 구성되었다. 두 번째는 요제프 임보덴과 요제프 렌겐이 있는 퍼시 토마스로 구성되었다. 정상에 도착하기 전에 상부를 우회하여 서쪽면을 가로질러 페스티그라트 상부에 합류하였다. 전체 서쪽 능선에 대한 최초의 완전한 등정은 1882년 후반에 파울 귀스펠트에 의해 이루어졌으며, 알렉산더 부르케너와 베네딕트 페네츠가 안내했다.:73
1962년에 서면(50° 빙경사면, TD-)의 직항로가 최초로 상승하였다.:73
자스-페 위의 1000미터 높이의 동쪽면은 1875년 요한 페트루스와 그의 고객 알프레드, 발터 푸클레, 그리고 지역 사냥꾼 로렌츠 노티가 등반했다.:74
남쪽면의 루트는 1906년 8월 발레주에서 장크트 니클라우스의 요제프 크누벨과 가브리엘 로흐마터 가이드와 함께 제프리 윈트로프 영과 RG 마요르에 의해 처음 만들어졌다. 영에 따르면 그것은 2주 전에 등반한 인근 테시호른의 남서쪽 면보다 더 위험했다.
1917년 6월 18일, 선구적인 스키 등반가인 아르놀트 룬과 발레주 장크트니클라우스의 요제프 크누벨은 호베르크 빙하(북쪽 측면) 옆에서 돔의 첫 스키 등반을 했다.

## 등반로와 산장

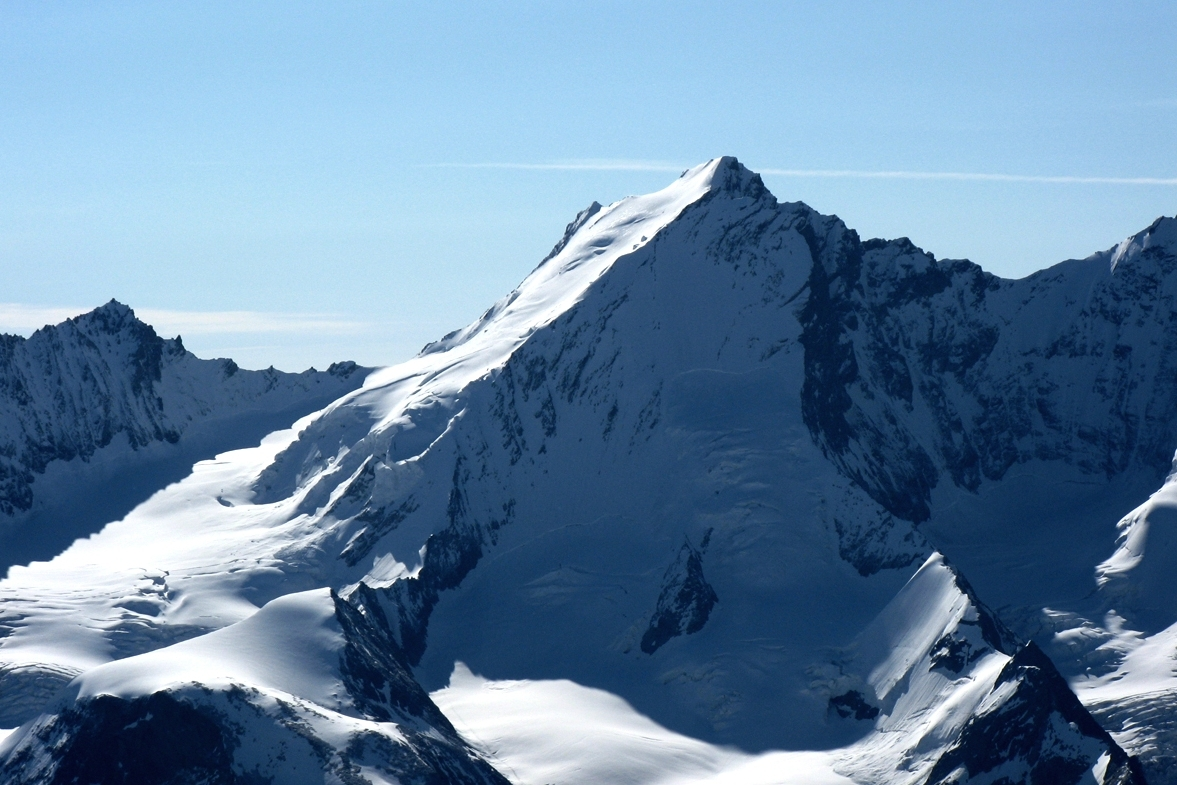
돔의 서쪽

정상적인 경로로 돔을 등반하는 것은 비교적 간단하지만 그럼에도 불구하고 계곡에서 도보로 3,100미터를 오르고 돔 산장에서 정상까지 6시간이 소요되는 길고 다소 힘든 길이 있다. 경로는 프랑스어 형용사 등반 척도에서 PD-로 등급이 매겨진다. 이 경로는 등산 문헌에서 "눈길의 어떤 것"으로 설명되었다.:140:114 유일한 기계적 접근 수단은 산의 동쪽에 있는 자스-페 지역에 있으며, 여기에서 돔으로 가는 모든 경로는 훨씬 더 어렵다.
정상으로 가는 가장 쉬운 방법은 마터호른 고트하르트 철도가 운행하는 기차역(1,407m)이 있는 란다에서 시작된다. 란다에서 트레일은 돔 산장(2,940m)로 이어지며, 유로파 산장 근처에서 유로파베크를 가로지른다. 산을 오르려면 돔 산장에서 하룻밤을 묵어야 한다. 정상 루트는 오두막에서 시작하여 페스티 빙하를 따라 페스티요흐(3,720m) 방향으로 진행된다. 그런 다음 호베르크 빙하를 따라 북쪽면 위의 정상까지 이어진다.
대체 경로는 돔의 북서쪽 능선인 페스티그라트에서 제공된다. 페스티요흐에서 정상까지 바로 연결되며, 북쪽 측면의 긴 경사를 피하고 싶은 등반가가 선호한다. 좋은 조건에서는 PD/PD+로 등급이 매겨진다. 그러나 상부는 얼음 조건에서 위험할 수 있으며, 이 경우 북쪽 측면 접근이 더 좋다.:114

### 돔그라트
돔의 정상은 또한 고전적이고 노출된 '테시-돔 횡단'을 통해 남쪽에서 도달할 수 있다. 이것은 "알프스에서 가장 험난한 산등성이 그란데 코스 중 하나"로 묘사된 매우 길고 힘들고 도전적인 등반 루트이다.:116  이 경로(남쪽 능선 또는 돔그라트 경유)는 먼저 인접한 테시호른의 등반을 필요로 한다. 마샤벨요흐에 위치한 미샤벨 비부아크 산장에서 가장 쉽게 도달할 수 있다. 거기에서 테시호른의 남동쪽 능선(미샤벨그라트, AD, III 등급)을 4~5시간 만에 오르게 된다. 테시호른에서 돔요흐(4,282m)까지의 하강은 가파르고 슬래브가 있으며, 때로는 얼음이 많은 암석 위에 있으며, 2-3시간이 소요되며, 돔그라트의 암석 능선(D, III+ 등급)을 추가로 2-3시간 더 올라간다. 총 8~11시간의 지속적인 등반 끝에 마침내 돔의 정상 십자가에 도달하기 전, 돔 산장에 도달하기 위한 '정상 루트'의 길고 단순한 내리막이 이어진다.:16–19